# Voleibol de praia nos Jogos da CPLP de 2018
As competições de voleibol de praia nos Jogos da CPLP de 2018  foram realizadas entre 21  a 23 de julho no Forte de São Sebastião (São Tomé), em São Tomé (São Tomé e Príncipe). Contou com seis duplas no torneio masculino e sete no torneio feminino.

## Calendário
| Julho             | 21 | 22 | 23 |
| ----------------- | -- | -- | -- |
| Voleibol de praia |    |    | 2  |

|  | Dia de competição |  | Dia de final |

## Medalhistas
| Evento             | Ouro                                   | Prata                          | Bronze                         |
| ------------------ | -------------------------------------- | ------------------------------ | ------------------------------ |
| Masculino detalhes | Federico Mieszkowski Isac Adolfo       | Raul Mário                     | João Francisco Gabriel Leite   |
| Feminino detalhes  | Maria Clara Carvalhaes Letícia Holanda | Beatriz Landau Mariana Moreira | Naíra Rodrigues Rilene Batista |

## Quadro de Medalhas
| Posição | País       |   |   |   | Total |
| ------- | ---------- | - | - | - | ----- |
| 1       | Brasil     | 2 | 0 | 0 | 2     |
| 2       | Portugal   | 0 | 1 | 1 | 2     |
| 3       | Angola     | 0 | 1 | 0 | 1     |
| 4       | Cabo Verde | 0 | 0 | 1 | 1     |